# Suché Brezovo
Suché Brezovo – wieś (obec) na Słowacji położona w kraju bańskobystrzyckim, w powiecie Veľký Krtíš. Pierwsze wzmianki o miejscowości pochodzą z 1573 roku.
Według danych z dnia 31 grudnia 2012 roku, wieś zamieszkiwało 109 osób, w tym 55 kobiet i 54 mężczyzn.
W 2001 roku pod względem narodowości i przynależności etnicznej 91,87% mieszkańców stanowili Słowacy:.
Ze względu na wyznawaną religię struktura mieszkańców kształtowała się w 2001 roku następująco:
- Katolicy rzymscy – 31,71%
- Ewangelicy – 52,85%
- Ateiści – 6,5%
- Nie podano – 8,94%